# Estrella variable eruptiva
Els estels variables eruptives són una classe d'estels que inclouen diversos tipus d'estels variables. La lluminositat de les variables eruptives varia a causa de violents processos que tenen lloc en la cromosfera i en la corona estel·lar. Aquestes variacions de lluminositat són causades per erupcions i en alguns casos -si l'erupció és de gran entitat- poden provocar l'expulsió de les capes més externes de l'estel cap a l'espai circumdant.
Els diversos tipus de variables eruptives inclouen:
- Estels FU Orionis, sempre embolcallats en una nebulosa formada per les contínues erupcions de l'estel.
- Estels Herbig Ae/Be, embolicats en núvols de gas i pols, podent estar envoltades per un disc circumestel·lar. R Coronae Australis és un estel d'aquesta classe.
- Estrelles T Tauri
- Estels variables Gamma Cassiopeiae, on el material és expulsat a causa de la gran velocitat de rotació de l'estel. Tsih (γ Cassiopeiae) és la representant principal d'aquest grup.
- Estels variables R Coronae Borealis
- Estels variables RS Canum Venaticorum, estels binaris on les dues components estan molt properes. II Pegasi és una variable d'aquesta classe.
- Estels fulgurants, estels de la seqüència principal que presenten flamarades sofrint augments bruscos i impredictibles en la seva lluentor. Proxima Centauri, l'estel més proper al sistema solar, és un estel fulgurant.
- Estels de Wolf-Rayet, on existeix una intensa pèrdua de massa estel·lar associada a forts vents estel·lars. Una de les components de Regor (γ² Velorum) és un estel d'aquestes característiques.

Aquest tipus de variables no han de ser confoses amb les variables cataclísmiques.